# オリガ・ゴボツォワ
オリガ・ゴボツォワ（Olga Govortsova, ベラルーシ語: Вольга Аляксееўна Гаварцова, 1988年8月23日 - ）は、ベラルーシ・ピンスク出身の女子プロテニス選手。これまでにWTAツアーでシングル優勝はないが、ダブルスで8勝を挙げている。自己最高ランキングはシングルス35位、ダブルス24位。身長182cm、体重67kg。右利き、バックハンド・ストロークは両手打ち。「ゴボルツォワ」の表記揺れも多い。

## 来歴
6歳でテニスを始め、2002年にプロに転向。
4大大会では2007年ウィンブルドン選手権で初出場し2回戦でマリオン・バルトリに 5-7, 2-6 で敗れた。

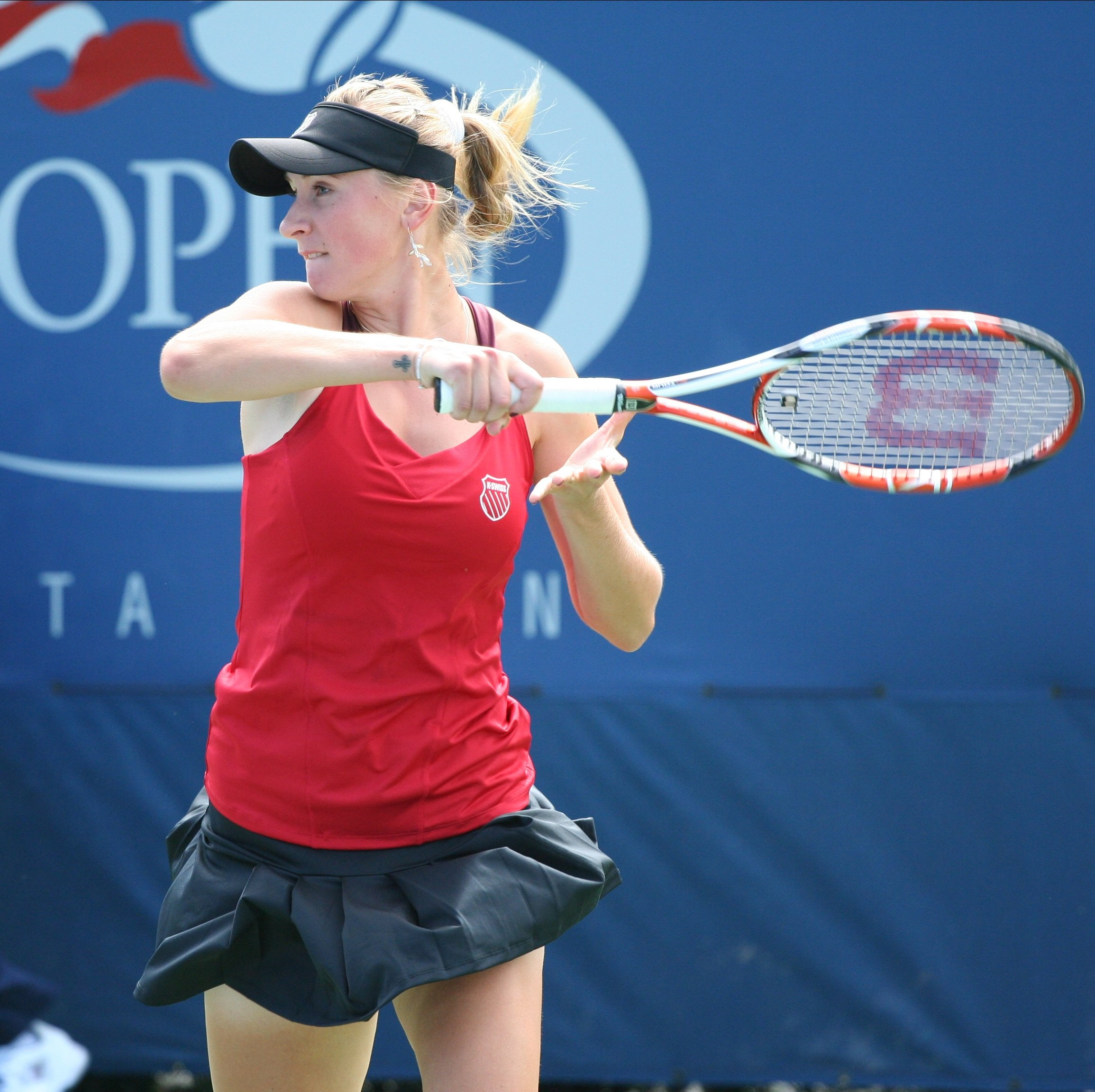
2008年全米オープンにて

2008年全仏オープンでは3回戦に進出した。2008年6月23日付のランキングで自己最高のシングルス35位を記録している。8月の北京五輪で初めてのオリンピックに出場した。シングルス1回戦でアメリカのセリーナ・ウィリアムズに 3-6, 1-6 で敗れ初戦で敗退した。ダリヤ・クツォワと組んだダブルスは2回戦でウクライナのアリョーナ・ボンダレンコ＆カテリナ・ボンダレンコ組に 1-6, 3-6 で敗れた。
2015年ウィンブルドン選手権では予選から勝ち上がり、1回戦でアンドレア・ミトゥ、2回戦で第25シードのアリーゼ・コルネ、3回戦でマグダレナ・リバリコバを破り、自己最高の4回戦に進出した。4回戦でマディソン・キーズに 6-3, 4-6, 1-6 で敗れた。
ゴボツォワはシングルスのWTAタイトルはない（準優勝4回）が、ダブルスでは8勝を挙げている。 2010年10月の北京大会では荘佳容とのペアで決勝に進出し、第1シードのヒセラ・ドゥルコ＆フラビア・ペンネッタ組を 7–6(2), 1–6, [10–7] で破りプレミア・マンダトリーのタイトルを獲得している。

## WTAツアー決勝進出結果

### シングルス: 4回 (0勝4敗)
| 大会グレード          | 大会グレード                 |
| 2008年以前            | 2009年以後                   |
| --------------------- | ---------------------------- |
| グランドスラム (0–0)  |                              |
| WTAファイナルズ (0–0) |                              |
| ティア I (0–0)        | プレミア・マンダトリー (0-0) |
| ティア I (0–0)        | プレミア5 (0-0)              |
| ティア II (0–0)       | プレミア (0–1)               |
| ティア III (0–1)      | インターナショナル (0–2)     |
| ティア IV ＆ V (0–0)  | インターナショナル (0–2)     |

| 結果   | No. | 決勝日         | 大会               | サーフェス    | 対戦相手                     | スコア           |
| ------ | --- | -------------- | ------------------ | ------------- | ---------------------------- | ---------------- |
| 準優勝 | 1.  | 2008年3月1日   | メンフィス         | ハード (室内) | リンゼイ・ダベンポート       | 2–6, 1–6         |
| 準優勝 | 2.  | 2009年10月25日 | モスクワ           | ハード (室内) | フランチェスカ・スキアボーネ | 3–6, 0–6         |
| 準優勝 | 3.  | 2010年4月11日  | ポンテベドラビーチ | クレー        | キャロライン・ウォズニアッキ | 2–6, 5–7         |
| 準優勝 | 4.  | 2013年9月14日  | タシケント         | ハード        | ボヤナ・ヨバノフスキ         | 6–4, 5–7, 6–7(3) |

### ダブルス: 14回 (8勝6敗)
| 結果   | No. | 決勝日        | 大会           | サーフェス    | パートナー                       | 対戦相手                                              | スコア              |
| ------ | --- | ------------- | -------------- | ------------- | -------------------------------- | ----------------------------------------------------- | ------------------- |
| 準優勝 | 1.  | 2008年4月20日 | チャールストン | クレー        | エディナ・ガロビッツ             | カタリナ・スレボトニク 杉山愛                         | 2–6, 2–6            |
| 優勝   | 1.  | 2008年5月19日 | イスタンブール | クレー        | ジル・クレイバス                 | マリーナ・エラコビッチ ポロナ・ヘルツォグ             | 6–1, 6–2            |
| 優勝   | 2.  | 2009年9月20日 | 広州           | ハード        | タチアナ・ポウチェク             | クルム伊達公子 孫甜甜                                 | 3–6, 6–2, [10–8]    |
| 優勝   | 3.  | 2009年9月26日 | タシケント     | ハード        | タチアナ・ポウチェク             | ビタリア・ディアチェンコ エカテリーナ・ジェハレビッチ | 6–2, 6–7(1), [10–8] |
| 優勝   | 4.  | 2010年10月9日 | 北京           | ハード        | 荘佳容                           | ヒセラ・ドゥルコ フラビア・ペンネッタ                 | 7–6(2), 1–6, [10–7] |
| 優勝   | 5.  | 2011年2月19日 | メンフィス     | ハード (室内) | アーラ・クドゥリャフツェワ       | アンドレア・フラバーチコバ ルーシー・ハラデツカ       | 6–3, 4–6, [10–8]    |
| 優勝   | 6.  | 2011年6月12日 | バーミンガム   | 芝            | アーラ・クドゥリャフツェワ       | サラ・エラニ ロベルタ・ビンチ                         | 1–6, 6–1, [10–5]    |
| 準優勝 | 2.  | 2011年7月31日 | ワシントンD.C. | ハード        | アーラ・クドゥリャフツェワ       | サニア・ミルザ ヤロスラワ・シュウェドワ               | 3–6, 3–6            |
| 優勝   | 7.  | 2011年8月27日 | ニューヘイブン | ハード        | 荘佳容                           | サラ・エラニ ロベルタ・ビンチ                         | 7–5, 6–2            |
| 準優勝 | 3.  | 2012年2月25日 | メンフィス     | ハード (室内) | ベラ・ドゥシェビナ               | アンドレア・フラバーチコバ ルーシー・ハラデツカ       | 3–6, 4–6            |
| 優勝   | 8.  | 2012年5月26日 | ストラスブール | クレー        | クラウディア・ヤンス＝イグナシク | ナタリー・グランディン ブラディミラ・ウーリロバ       | 6–7(4), 6–3, [10–3] |
| 準優勝 | 4.  | 2013年9月14日 | タシケント     | ハード        | マンディ・ミネラ                 | ティメア・バボシュ ヤロスラワ・シュウェドワ           | 3-6, 3-6            |
| 準優勝 | 5.  | 2014年4月6日  | モンテレイ     | ハード        | ティメア・バボシュ               | ダリヤ・ユラク メーガン・モールトン＝レヴィ           | 6–7(5), 6–3, [9–11] |
| 準優勝 | 6.  | 2016年9月24日 | 広州           | ハード        | ベラ・ラプコ                     | アジア・ムハンマド 彭帥                               | 2–6, 6–7(3)         |

## 4大大会シングルス成績
略語の説明
| W | F | SF | QF | #R | RR | Q# | LQ | A | Z# | PO | G | S | B | NMS | P | NH |

W=優勝, F=準優勝, SF=ベスト4, QF=ベスト8, #R=#回戦敗退, RR=ラウンドロビン敗退, Q#=予選#回戦敗退, LQ=予選敗退, A=大会不参加, Z#=デビスカップ/BJKカップ地域ゾーン, PO=デビスカップ/BJKカッププレーオフ, G=オリンピック金メダル, S=オリンピック銀メダル, B=オリンピック銅メダル, NMS=マスターズシリーズから降格, P=開催延期, NH=開催なし.
| 大会           | 2007 | 2008 | 2009 | 2010 | 2011 | 2012 | 2013 | 2014 | 2015 | 2016 | 2017 | 2018 | 2019 | 2020 | 通算成績 |
| -------------- | ---- | ---- | ---- | ---- | ---- | ---- | ---- | ---- | ---- | ---- | ---- | ---- | ---- | ---- | -------- |
| 全豪オープン   | A    | 1R   | 1R   | 1R   | 1R   | 2R   | 2R   | 2R   | LQ   | 1R   | LQ   | A    | LQ   | LQ   | 3–8      |
| 全仏オープン   | A    | 3R   | 3R   | 2R   | 2R   | 2R   | 1R   | 1R   | LQ   | 1R   | LQ   | A    | A    |      | 7–8      |
| ウィンブルドン | 2R   | 1R   | 2R   | 1R   | 1R   | 2R   | 1R   | 1R   | 4R   | 1R   | LQ   | A    | A    |      | 6–10     |
| 全米オープン   | 2R   | 2R   | 1R   | 1R   | 1R   | 3R   | 1R   | 1R   | 2R   | LQ   | A    | LQ   | LQ   |      | 5–9      |